# Bọ xít xanh
Bọ xít xanh (Danh pháp khoa học: Nezara viridula) là một loài bọ xít trong họ Pentatomidae, đây là một loại dịch hại cho cây trồng và gây ra thiệt hại cho nông nghiệp. Chủ yếu gây hại trên cam, quýt, chanh. Có người gọi là bọ xít cam, hay con bù hút cam.

## Đặc điểm
Thành trùng có màu xanh lá cây, bóng với chiều dài cơ thể 20–22 mm, chiều rộng 15–16 mm. Kim chích hút dài đến cuối bụng. Rìa ngực trước có 2 gai nhọn, hai bên mép bụng có rìa răng cưa. Chính giữa mặt bụng có một đường nổi rõ rệt. Ấu trùng có 5 tuổi, ấu trùng mới nở dài khoảng 2,5–3 mm.
Ở các tuổi khác, ấu trùng đều có màu vàng tươi, trên ngực, cánh và bụng có nhiều đốm đen, các đốm rất to và đen sẫm ở tuổi nhỏ, khi ấu trùng lột xác lớn lên các đốm nhỏ dần. Mầm cánh của ấu trùng tuổi 5 đã lộ rất rõ bên ngoài cơ thể. Trứng rất tròn, mới đẻ có màu trắng trong, sau đó chuyển sang màu vàng nhạt, khi sắp nở, trứng có màu đen trên phần đầu.

## Tập tính
Bọ xít trưởng thành hoạt động giao phối vào ban ngày, lúc 9-10 giờ sáng, trứng được đẻ thành từng ổ, mỗi ổ trứng có từ 30-130 trứng; mỗi con cái đẻ từ 50-500 trứng. Bọ xít trưởng thành có tập tính qua đông và qua đông trong vỏ cây, tàn dư lá cây hoặc những khu vực khác.
Mùa xuân đến, nhiệt độ ấm lên, bọ xít xanh chui ra khỏi nơi ẩn nấp, phá hại và đẻ trứng. Con cái có thể bắt đầu đẻ sau khi hoá trưởng thành 3-4 tuần. Bọ xít trưởng thành thích ánh sáng đèn. Trưởng thành có thể di chuyển xa với khoảng cách hàng cây số.
Thiên địch của trứng bọ xít xanh là các loài ong ký sinh như: Trissolcus latisulcus, Anastatus spp, nhện bắt mồi, nấm ký sinh Beuveria. Ngoài ra kiến vàng cũng có khả năng khống chế sự gây hại của bọ xít một cách đáng kể.

## Gây hại
Bọ xít tấn công trái khi còn rất nhỏ. Cả ấu trùng và thành trùng đều dùng vòi để chích hút trái. Khi trái nhỏ bị hại trái sẽ chuyển màu vàng, chai cứng và rụng sau đó. Bọ xít tấn công trái khi trái còn rất nhỏ, cả ấu trùng và thành trùng đều dùng vòi để chích hút trái. Khi trái nhỏ bị gây hại, trái sẽ vàng, chai và rụng. Nếu trái lớn bị hại, trái có thể bị thối do bội nhiễm nấm hoặc một số vi sinh vật khác. Chúng cũng thường gây hại cho cây thanh long từ khi cây có nụ hoa cho đến khi hình thành quả. Chúng thường gây hại khi lúa còn non ở giai đoạn mạ, lúa hồi xanh và đang đẻ nhánh.